# Balzan
Balzan (maltesiska: Ħal Balzan) är en ort och kommun i republiken Malta. Den ligger på ön Malta i den centrala delen av landet, 6 kilometer väster om huvudstaden Valletta. I Balzan finns akvedukten Akwedott ta' Wignacourt från 1600-talet.